# ستانلي جونسون
ستانلي جونسون (بالإنجليزية: Stanley Johnson)‏ هو سياسي بريطاني (وحمل سابقاً جنسية المملكة المتحدة لبريطانيا العظمى وأيرلندا)، ولد في 11 أكتوبر 1869، وتوفي في 30 نوفمبر 1937. حزبياً، نشط في حزب المحافظين. وقد في الانتخابات العمومية البريطانية 1918 ‏، انتخب عضو برلمان المملكة المتحدة الـ31 عن دائرة Walthamstow East (UK Parliament constituency) ‏ (14 ديسمبر 1918 – 26 أكتوبر 1922) وفي الانتخابات العامة في المملكة المتحدة 1922 ‏، انتخب عضو برلمان المملكة المتحدة الـ32 عن دائرة Walthamstow East (UK Parliament constituency) ‏ (15 نوفمبر 1922 – 16 نوفمبر 1923) وفي الانتخابات العامة في المملكة المتحدة 1923 ‏، انتخب عضو برلمان المملكة المتحدة الـ33 عن دائرة Walthamstow East (UK Parliament constituency) ‏ (6 ديسمبر 1923 – 9 أكتوبر 1924).